# Аспарух Миников
Аспарух Миников е български общественик, юрист, публицист и революционер, деец на Вътрешната македонска революционна организация.

## Биография
Аспарух Миников е роден в Прилеп, тогава в Османската империя. Емигрира в България, където учи право в Софийския университет. Сред основателите е на Македонската студентска корпорация „Шар“. Редактира вестника на ВМРО „Свобода или смърт“ (1924 – 1934).
Миников е организатор на Главния щаб на Бранник и редактор на бранническия седмичник “Победа“  След освобождението на Вардарска Македония, в 1942 година. Миников се установява в Скопие, където е сред редакторите на вестник „Целокупна България“, като завежда вътрешния отдел на вестника.
В октомври 1947 година комунистическата власт го изпраща заедно с много други македонски дейци на принудителен труд в лагера „Куциян“ край Перник. Миников и воденчанинът Георги Димчев са начело на групата македонци и помагат на Димитър Талев да оцелее в лагера.